# Mason Ewing
Mason Cyrille Elong Ewing (Douala, 9 aprile 1982) è un regista, sceneggiatore, produttore cinematografico e stilista camerunese con cittadinanza statunitense naturalizzato francese, ipovedente e residente in Francia e a Los Angeles, negli Stati Uniti, dove si trova la sede della sua società, la Mason Ewing Corporation.

## Biografia
Mason Ewing è nato a Douala, la capitale economica del Camerun il 9 Aprile 1982. Suo padre, Frederik Edwing, era un uomo d’affari americano morto nel novembre 2010. Sua madre Marie Francesca Elong, era una camerunense morta nel marzo 1986. Era modella, modellista e sarta.
Mason vive fino ai suoi 4 anni d’età con la madre la quale l’ha ispirato e iniziato alla moda. Mentre lei confezionava abiti per i suoi figli, Mason amava starle accanto e divertirsi con i tessuti. A quell’epoca era molto attaccato alla madre.
Ella è deceduta nel 1986 ed è stato preso in carico dalla bisnonna Elise. Nel 1989, si è trasferito nella regione parigina dove è stato maltrattato da suo zio e sua zia.
Ha perso la vista nell’aprile 1996 rimanendo in coma per tre settimane nell’ospedale Hôpital Necker-Enfants malades, a Parigi.
Nel 2001, senzatetto, si ritrova al SAMU sociale. Desidera diventare stilista per rendere omaggio a sua madre malgrado il suo handicap. Mason crea una linea di abbigliamento che vuole essere innovativa e all’effige del Bebè Madison, aggiunge il braille per gli ipovedenti in modo che possano riconoscere al tatto il colore del capo d’abbigliamento e l’attività svolta dal Bebè Madison (sport, gioco, attività). Numerosi personaggi gli hanno fornito il loro appoggio, come Laurent Petitguillaume che presenta la sfilata ed Emmanuel Petit, Olivier Lapidus (Ex direttore artistico della Casa di moda di Lanvin) e la sua madrina, Dominique Torres. Nel novembre 2008, organizza la sua terza sfilata di moda sulla casa galleggiante sulla Senna: La Planète con Rachel Legrain-Trapani (Miss Francia 2007) che indossa i suoi abiti da sposa.
Parallelamente ai suoi progetti nella moda, Mason Ewing lavora ai suoi progetti cinematografici in Francia. Immagina la serie per bambini: Le avventure di Madison e la serie Mickey Boom. Nel 2011, si trasferisce negli Stati Uniti per diventare produttore di cinema. Crea una holding, Mason Ewing Corporation con sede a Los Angeles, con la quale lancia diversi progetti come la produzione cinematografica. Scrive una serie televisiva Eryna Bella e produce un cortometraggio Descry.
Dopo qualche anno a Los Angeles torna in Francia per la realizzazione della serie Mickey Boom progetto sostenuto dai canali della televisione francese ed internazionali.
Nell’aprile 2015, la sua filiale francese Les Entreprises Ewing, filiale di Mason Ewing Corporation si stabilisce a Clichy.

## Filmografia

### Regista
- The Adventures of Madison - serie TV (2006)
- Mickey Boom - serie TV (2010)
- Pilou et Michou - serie TV (2016)
- Elie Grimm: The Cursed Child - cortometraggio (2016)
- Le plus beau cadeau de ma mère, coregia con Anthony Lascoux - cortometraggio (2017)
- Unexpected Guest - cortometraggio (2018)
- Coup de Foudre à Yaoundé, coregia con Patrick Timbe Moussanga (2020)